# موج پیراقطبی جنوبگان
موج پیراقطبی جنوبگان (به انگلیسی: Antarctic Circumpolar Wave) یک موج اقیانوس / اتمسفری جفت شده است که تقریباً در مدت هشت سال با سرعت ۶–۸ سانتی‌متر بر ثانیه (۲٫۴–۳٫۱ اینچ بر ثانیه) به دور اقیانوس جنوبی می‌چرخد. از آنجایی که یک پدیده موج-۲ است (دو پشته و دو ناوه در یک دایره عرض جغرافیایی وجود دارد) در هر نقطه ثابت در فضا سیگنالی با دوره چهارساله دیده می‌شود. موج با جریان‌های غالب به سوی شرق حرکت می‌کند.